# Christian Maximilian Spener
Christian Maximilian Spener (1678. március 31. – 1714. május 5.), német orvos, heraldikus, Philipp Jacob Spener legidősebb fia.
Orvostant tanult és 1701-ben Berlinben udvari orvos lett. Az 1705-ben újraalapított lovagakadémia (Ritterakademie) genealógia és heraldikatanára volt, majd 1706-ban porosz királyi főheroldi tanácsadó (Oberheroldsrat) lett. 1711-ben a szász választófejedelem palotagrófnak (Hofpfalzgraf, comes palatinus) nevezte ki. I. Frigyes porosz király (1701-1713) halálát követően utóda, Frigyes Vilmos (1713-1740) anatómiai kabinet létrehozásával bízta meg. Az apjának tett ígéretét, hogy folytatni fogja annak fő művét, nem tartotta be.